# Adam Paweł Popowicz
Adam Paweł Popowicz (ur. 22 sierpnia 1894 w Złoczowie, zm. ?) – pułkownik żandarmerii Wojska Polskiego, działacz niepodległościowy, kawaler Orderu Virtuti Militari.

## Życiorys
Urodził się 22 sierpnia 1894 w Złoczowie, ówczesnym mieście powiatowym Królestwa Galicji i Lodomerii, w rodzinie Pawła i Marii ze Stokłosów .
W latach 1900–1904 uczęszczał do szkoły powszechnej, a w latach 1904–1912 był uczniem C. K. Gimnazjum w Złoczowie. W dniach 6–8 maja (część pisemna) oraz 3–5 czerwca 1912 (część ustna) złożył egzamin dojrzałości z odznaczeniem.
1 czerwca 1921, w stopniu rotmistrza, pełnił służbę w Dowództwie Żandarmerii Wojskowej w Warszawie, a jego oddziałem macierzystym był Dywizjon Żandarmerii Wojskowej Nr 6. 3 maja 1922 został zweryfikowany w stopniu kapitana ze starszeństwem z dniem 1 czerwca 1919 i 17. lokatą w korpusie oficerów żandarmerii. 20 września 1926 został przeniesiony z 6 Dywizjonu Żandarmerii we Lwowie do Wydziału Żandarmerii w Departamencie I Piechoty Ministerstwa Spraw Wojskowych w Warszawie na stanowisko kierownika referatu. Z dniem 1 lutego 1927 został przeniesiony służbowo do Ministerstwa Spraw Wewnętrznych na okres sześciu miesięcy. W czerwcu 1927 został zwolniony z zajmowanego stanowiska w Departamencie Piechoty MSWojsk. z „pozostawieniem na przeniesieniu służbowym w MSWewn.”. Z dniem 1 sierpnia 1927 przedłużono mu przeniesienie służbowe o kolejne sześć miesięcy, a z dniem 1 lutego 1928 o kolejne sześć miesięcy. 21 stycznia 1930 został wyznaczony na stanowisko dowódcy 1 Dywizjonu Żandarmerii w Warszawie. 18 lutego 1930 awansował na podpułkownika ze starszeństwem z dniem 1 stycznia 1930 i 2. lokatą w korpusie oficerów żandarmerii. Obowiązki dowódcy dywizjonu wykonywał do 1 września 1939. W międzyczasie awansował na pułkownika ze starszeństwem z dniem 19 marca 1937 i 1. lokatą w korpusie oficerów żandarmerii. 1 września 1939 został przeniesiony do Ministerstwa Spraw Wojskowych na stanowisko szefa Samodzielnego Wydziału Żandarmerii.
Był żonaty, miał syna Adama (ur. 3 kwietnia 1924) i córkę Krystynę (ur. 25 maja 1925).

## Ordery i odznaczenia
- Krzyż Srebrny Orderu Wojskowego Virtuti Militari nr 7146 – 17 maja 1922[17]
- Krzyż Niepodległości – 7 lipca 1931 „za pracę w dziele odzyskania niepodległości”[18][19][2]
- Krzyż Oficerski Orderu Odrodzenia Polski – 10 listopada 1938 „za zasługi w służbie wojskowej”[20][21]
- Krzyż Walecznych dwukrotnie
- Złoty Krzyż Zasługi – 10 grudnia 1928 „za zasługi na polu organizacji służby bezpieczeństwa”[22][23]
- Medal Pamiątkowy za Wojnę 1918–1921
- Medal Dziesięciolecia Odzyskanej Niepodległości